# Fimbristylis neocaledonica
Fimbristylis neocaledonica är en halvgräsart som beskrevs av Charles Baron Clarke. Fimbristylis neocaledonica ingår i släktet Fimbristylis och familjen halvgräs.
Artens utbredningsområde är Nya Kaledonien. Inga underarter finns listade i Catalogue of Life.